# British Cycling Federation
La British Cycling Federation (BCF), más conocida como British Cycling, es el máximo órgano de gobierno del deporte de ciclismo en el Reino Unido y ante la federación internacional de ciclismo, la Union Cycliste Internationale (UCI). Representa a seis modalidades, las de competición en ruta, de pista, de ciclo-cross, BMX, montaña, y Cycle Speedway.
Desde la década de 1990, tiene su sede en el National Cycling Centre de Manchester, junto al Velódromo de Mánchester, la primera pista cubierta olímpica del país, inaugurada en 1994.

## Historia
British Cycling se constituyó en 1959 por la fusión de los dos órganos existentes entonces, la National Cyclists Union y la British League of Racing Cyclists.